# 4132 Bartók
A 4132 Bartók kisbolygó a kisbolygóövben kering. 1988. március 12-én fedezte föl Jeff T. Alu a Palomar-hegyi Obszervatóriumban. A kisbolygó a nevét Bartók Béla világhírű magyar zeneszerzőről kapta. (Egy Merkúron lévő kráter is Bartók Béláról van elnevezve.)